# Pac-Man 2: The New Adventures
Pac-Man 2: The New Adventures es un videojuego de la serie Pac-Man, producido y publicado por la Namco para Super NES y Mega Drive, lanzado el 6 de abril de 1994. Es vagamente basado en los juegos anteriores de la serie Pac-Man, y también parece contener algunos elementos de la serie de TV Pac-Man. Sin embargo, su jugabilidad es muy diferente de los juegos de laberinto que representan la mayoría de los juegos de la serie. El juego también es conocido por su gran cantidad de escenas divertidas.

## Jugabilidad
En Pac-Man 2: The New Adventures, el jugador hace el papel de un observador y de un asistente que sigue a Pac-Man para este realizar varias tareas. Pac-Man anda alrededor en un mundo de dibujo animado e interacciona directamente con el jugador, así como con objetos y con otros personajes. El jugador no puede controlar directamente a Pac-Man, pero, puede direccionar su atención para varias direcciones, y estar armado con una resortera que puede ser usada para atacar determinados objetos, incluyendo a él propio.
El humor de Pac-Man varía durante todo el juego, normalmente en respuesta al ambiente o las acciones del jugador y, en general, su humor afecta sus acciones y su disponibilidad para cooperar con el jugador; las variedades de "mal" humor en algún momento puede comprometer la habilidad y el progreso del jugador. Existen algunos casos, sin embargo, que es necesario que Pac Man esté enojado. Tirar en objetos con la honda puede, muchas veces, volver la acción para Pac-Man y al mirar para aquel objeto, haga con que él junte las piezas del quiebra-cabeza que está actualmente intentando resolver - por ejemplo, batiendo en una puerta puede ocasionar su entrada dentro de una casa, pudiendo descubrir pistas.
Durante todo el juego, Pac-Man está ocasionalmente siendo atormentado por los cuatro fantasmas del clásico juego Pac-Man. Cuando esto acontece, Pac-Man queda paralizado por el miedo y, eventualmente, desmaya, a menos que el jugador le dé una potencia de los puntos. Entonces él se hace Super Pac-Man y vuela por un breve periodo y, al volver, come los fantasmas. En algunos casos, puede dejar para tras de los fantasmas algunos importantes objetos.

## Sinopsis
Pac City
- Granja - El barrio donde vive la familia Pac-man, donde es dividido en Pac-House (casa de Pac-Man), Hacienda (una hacienda donde se puede ir el transportista para las Montains) y el Arcade (donde se puede coger el metro para Metropolis y jugar el Arcade).

- Montains - Un lugar donde hay varias montañas de piedra, donde es dividido en Montains (al llegar en las Montains), Cavernas (donde el jugador es gracias a coger un coche de mina), Sky (donde el único modo de pasar es el ala-Delta) y Forest (una pequeña floresta, donde está la Flor de la Montaña, una flor muy rara y el único modo de salir, es cayendo en una trampa).

- Metropolis - El centro de la ciudad y el área más extensa donde es posible entrar en la Tienda de Instrumentos y en el Arcade y también es posible ir para el Subway.

- Subway - Una aclantarilla y la parte final del juego donde hay una laboratorio y donde los monstruos están escondidos.

El juego tiene lugar en la Pac-City, donde Pac-Man vive con su familia. Los personajes son Pac-Man, Ms. Pac-Man (la esposa de Pac-Man), Pac-Jr (el hijo de Pac-Man), Pac-Baby (la hija que es una bebé), Lucy (la vecina de Pac-Man, que es una humana), fantasmas Blinky, Pinky, Inky y Clyde, el Fantasma Bruja (que lidera los fantasmas), Monstruo de Goma (el monstruo que el Fantasma Bruja crea para destruir a Pac-Man) y Chomp Chomp (cachorro de Pac-Man). La historia del juego va continuando en misiones. En la primera misión, Pac-Baby llora porque no hay leche. Ms. Pac-Man pide para Pac-Man agarrar leche. El día siguiente, es el cumpleaños de Lucy y Ms. Pac-Man manda a Pac-Man para coger la Flor de la Montaña en las Mountains. En el camino, él coge una Ala-Delta y casi es derrumbado por los fantasmas. Al llegar en la Forest, Pac-Man estira una cuerda, y cae un conejo. Él halla la Flor de la Montaña y al estirar otra cuerda, abre un agujero en el suelo. Pac-Man es empujado por el conejo. Él vuelve donde estaba cuando llegó en las Mountains. Y así él vuelve para casa. El día siguiente, los fantasmas roban la guitarra eléctrica de Pac Jr. y Pac-Man va atrás de ellos para coger la guitarra eléctrica. Él va hasta la Metropolis y halla la guitarra eléctrica. Después de ver tele, ve una informa de los fantasmas aterrorizando la ciudad y ellos estaban cogiendo la goma de mascar de los niños. Enseguida, aparece el Fantasma Bruja y Pac-Man va para pararlo. Él cae en la alcantarilla y allá halla el lugar donde ellos estaban escondidos. Él encuentra el Monstruo de Goma y así se hace Super Pac-Man y lo derrota. Pac-Man es considerado un héroe por la Pac-City y por su familia.

### Otras versiones
Durante el juego, Pac-Man puede coleccionar cartuchos y cuando coleccionados, es posible jugar el juego Ms. Pac-Man en el Super Nintendo y Pac-Man Jr. en el Mega Drive. Es posible jugar también, sin la necesidad de cartuchos, el juego Pac-Man.

## Guerra de Ocupación humano-pacmen
La razón por la que en Pac Land (y sobre todo Pac City) puede verse la convivencia entre dos especies diferentes (humanos y pacmen) deviene del periodo de la Gran Guerra de Ocupación en los años 19XX. El ejército humano, aprovechando la profunda fragmentación por conflictos internos entre la política y sociedad de Pac Land, invadió el territorio del pueblo pacmen (pacmen = hombres pac/hombres pacman) en su campaña de expansión territorial y conquista de los valiosos recursos (entre otros, las power pellets).
Durante el año de ocupación humana, se cometieron numerosas y documentadas vejaciones, masacres y genocidios a los Pac, entre las que se numeran, pero no limitan, a: segregación, trabajos forzados, experimentación médica en vida, asesinatos y violaciones desde menores de edad hasta ancianos; incluyendo macabros torneos a modo de grotesca diversión para las tropas humanas como, por ejemplo, asesinar a la mayor cantidad de pacmen en el menor tiempo posible entre dos generales humanos.
Han pasado varios años desde estos lamentables hechos, y aunque las heridas aún están latentes, las naciones humanas al día de hoy no han proclamado unas disculpas oficiales e intentan ignorar lo sucedido. "Recordar para no olvidar" es una frase que puede hallarse en el Monumento a las Víctimas de la Ocupación en la plaza de Pac City, a unos cuantos niveles de la casa de nuestro protagonista. 